# Клаус Гервін
Клаус Гервін (нім. Klaus Gerwien; 11 вересня 1940, Елк — 3 вересня 2018) — німецький футболіст, що грав на позиції нападника за «Вольфсбург» і «Айнтрахт» (Брауншвейг), а також національну збірну Німеччини.

## Клубна кар'єра
У дорослому футболі дебютував 1958 року виступами за команду клубу «Вольфсбург», в якій провів три сезони.
1961 року перейшов до клубу «Айнтрахт» (Брауншвейг), за який відіграв 12 сезонів. У сезоні 1966/67 виборов перший і наразі єдиний в історії клубу титул чемпіона Німеччини. Завершив професійну кар'єру футболіста виступами за команду «Айнтрахт» (Брауншвейг) у 1973 році.
Помер 3 вересня 2018 року на 78-му році життя.

## Виступи за збірну
1963 року дебютував в офіційних матчах у складі національної збірної Німеччини. Протягом кар'єри у національній команді, яка тривала 6 років, провів у формі головної команди країни 6 матчів, забивши 1 гол.

## Титули і досягнення
- Чемпіон Німеччини (1):

«Айнтрахт» (Брауншвейг): 1966–1967